# Сент-Луис Блюз (фильм)
Сент-Луис Блюз (англ. St.Louis Blues) — 17-минутный короткометражный мюзикл, выпущенный в 1929 году. Фильм базируется на хите Уильяма Кристофера Хэнди «Saint Louis Blues», написанного им в 1914 году. Данная короткометражка — единственное кинопоявление Бесси Смит.

## Создание фильма
По словам Криса Альбертсона, биографа Бесси Смит, Уильям Хэнди и Кеннет Г. Адамс написали сценарий короткометражного мюзикла, который принесли в кинокомпанию RKO Pictures. RKO назначила режиссёром фильма Дадли Мерфи. Мерфи, живший в Париже в 20-х годах и вернувшийся в США в 1928 году, был вдохновлён музыкой афроамериканской общины и решил снять звуковой фильм при участии известных афроамериканских композиторов. Содействие в этом ему оказал американский сценарист Карл Ван Вехтен. По предположению историка кино Крина Габбарда, Вехтен частично является автором сценария. Согласно неопубликованным мемуарам Мерфи, он (Мерфи) приобрёл права на «St.Louis Blues» и убедил Хэнди внести поправки, пригласив Бесси Смит и написав сценарий по песне. Также, высказывается мнение, что основой для сценария стала одна из сцен водевиля с участием Этель Уотерс, в котором обыгрывалась похожая ситуация.

## Актёрский состав
Возлюбленного Бесси играл достаточно известный стэп-танцор Джимми Мордекай, а разлучницу должна была сыграть Фреди Вашингтон. Но Фреди отказалась, и тогда Дадли взял её сестру, Изабел.

## Сюжет
Джимми играет в кости в коридоре многоквартирного дома. Выиграв, он удаляется в свою квартиру вместе с любовницей, Изабел. В коридоре появляется Бесси, которой люди рассказывают о Джимми и его спутнице. Бесси застаёт Джимми в его квартире в объятиях Изабел и со скандалом выгоняет её. В ответ Джимми бросает Бесси, несмотря на её мольбы. Женщина начинает выпивать и исполняет «Saint Louis Blues». Перейдя в гарлемский ночной клуб, она пьёт возле барной стойки и продолжает петь. В процессе исполнения появляется Джимми и начинает танцевать с Бесси. Она думает, что он решил вернуться, но Джимми отбирает у неё деньги и уходит, а Бесси продолжает исполнять блюз.

## Место съёмок
Некоторые источники утверждают, что фильм был снят в Астории. Но биограф Сьюзан Делсон, ссылаясь на письмо Мерфи к Юджину О’Нилу, утверждает, что местом съёмки была переделанная конюшня возле Грамерси-Парка на 24-й Восточной Улице, 149. Другой источник указывает тот же адрес, но номер здания — 145. Дадли писал, что он действительно репетировал изначально в Гарлеме до переноса съёмок в центр города.

## Музыкальное сопровождение
Музыкальная часть фильма представлена оркестром, состоящим из музыкантов бэнда Флетчера Хендерсона, джазмена Джеймса П. Джонсона, Хора Холла Джонсона и струнной секцией, оставшейся за кадром.

## Факты
Долгое время считалось, что плёнка была потеряна. Позднее стала доступная копия фильма, сделанная продюсером Альфредом Н. Снэком, но качеством хуже, чем копия Дадли, хранящаяся в Национальном Реестре Фильмов Конгресса США.